# لیک ورث (تگزاس)
لیک ورث، تگزاس(به انگلیسی: Lake Worth, Texas) شهری در ایالت تگزاس از ایالات جنوبی ایالات متحده آمریکا است. در سرشماری سال ۲۰۰۰، جمعیت این شهر ۴۶۱۸ نفر اعلام شد.